# Чемпіонат світу з футболу 1978 (група 1)
Матчі Групи 1 першого групового етапу чемпіонату світу з футболу 1978 відбувалися з 2 по 10 червня 1978 року на стадіонах Хосе Марія Мінелья у Мар-дель-Плата та Монументаль у Буенос-Айресі.
До Групи 1 було включено господарів турніру збірну Аргентини, за результатами жеребкування її конкурентами за вихід до другого групового етапу стали збірні Італії, Франції та Угорщини.
Вигравши усі свої матчі у групі, її переможцем стала італійська команда, а другим учасником другого групового раунду з Групи 1 стали аргентинці.

## Турнірне становище
| Поз | Команда   | І | В | Н | П | ГЗ | ГП | РГ | О | Кваліфікація                      |
| --- | --------- | - | - | - | - | -- | -- | -- | - | --------------------------------- |
| 1   | Італія    | 3 | 3 | 0 | 0 | 6  | 2  | +4 | 6 | Вихід до другого групового раунду |
| 2   | Аргентина | 3 | 2 | 0 | 1 | 4  | 3  | +1 | 4 | Вихід до другого групового раунду |
| 3   | Франція   | 3 | 1 | 0 | 2 | 5  | 5  | 0  | 2 |                                   |
| 4   | Угорщина  | 3 | 0 | 0 | 3 | 3  | 8  | −5 | 0 |                                   |

## Матчі

### Італія — Франція
Італійці вважалися фаворитами протистояння, проте саме їх голкіперу Діно Дзоффу довелося діставати м'яч із сітки власних воріт вже на 37-й секунді гри, коли фланговий прохід Дідьє Сікса завершився навісом на Бернара Лякомба, який ударом головою забив перший гол турніру. Швидкий пропущений гол змусив італійців від самого початку гри відійти від улюбленої захисної тактики і грати першим номером. Це їм цілком вдалося, вони захопили ініціативу і раз-по-раз загрожували воротам суперників. Тиск на ворота французів приніс результат ще до завершення першої половини години гри — після декількох рикошетів під час масованої атаки італійців м'яч влучив у Паоло Россі, від якого з лінії воротарського майданчика закотився у ворота.
По перерві тренерський штаб Італії випустив на поле Ренато Дзаккареллі, якому судилося стати автором вирішального гола зустрічі. Вже на 54-ій хвилині він відгукнувся на фланговий простріл і вразив ворота дальнім ударом з льоту. У подальшому збірна Італії продовжувала контролювати гру і довела її до переможного завершення, хоча суперники мали шанси зрівняти рахунок, зокрема після удару Максима Боссі, який пройшов поруч зі стійкою воріт Дзоффа.
| 2 червня 1978 13:45 ART |

| Італія                    | 2–1      | Франція   |
| ------------------------- | -------- | --------- |
| Россі 29' Дзаккареллі 54' | Протокол | Лякомб 1' |

| Хосе Марія Мінелья, Мар-дель-Плата Глядачів: 38,100 Арбітр: Ніколае Райня (Румунія) |

| Італія | Франція |

| ВР               | 1  | Діно Дзофф (к)       |     |     |
| ЗХ               | 2  | Мауро Беллуджі       |     |     |
| ЗХ               | 3  | Антоніо Кабріні      |     |     |
| ЗХ               | 5  | Клаудіо Джентіле     |     |     |
| ЗХ               | 8  | Гаетано Ширеа        |     |     |
| ПЗ               | 9  | Джанкарло Антоньйоні |     | 46' |
| ПЗ               | 10 | Ромео Бенетті        |     |     |
| ПЗ               | 14 | Марко Тарделлі       | 35' |     |
| ПЗ               | 16 | Франко Каузіо        |     |     |
| НП               | 18 | Роберто Беттега      |     |     |
| НП               | 21 | Паоло Россі          |     |     |
| Заміни:          |    |                      |     |     |
| ПЗ               | 15 | Ренато Дзаккареллі   |     | 46' |
| Головний тренер: |    |                      |     |     |
| Енцо Беардзот    |    |                      |     |     |

| ВР               | 21 | Жан-Поль Бертран-Деман |     |     |
| ЗХ               | 3  | Максим Боссі           |     |     |
| ЗХ               | 4  | Жерар Жанвйон          |     |     |
| ЗХ               | 7  | Патріс Рьйо            |     |     |
| ЗХ               | 8  | Маріус Трезор (к)      |     |     |
| ПЗ               | 10 | Жан-Марк Гію           |     |     |
| ПЗ               | 11 | Анрі Мішель            | 81' |     |
| ПЗ               | 15 | Мішель Платіні         | 60' |     |
| НП               | 16 | Крістіан Дальже        |     |     |
| НП               | 17 | Бернар Лякомб          |     | 74' |
| НП               | 19 | Дідьє Сікс             |     | 76' |
| Заміни:          |    |                        |     |     |
| ПЗ               | 14 | Марк Бердолль          |     | 74' |
| НП               | 20 | Олів'є Рує             |     | 76' |
| Головний тренер: |    |                        |     |     |
| Мішель Ідальго   |    |                        |     |     |

### Аргентина — Угорщина
Початок виступів аргентинців на домашній світовій першості виявився досить нервовим, адже вони пропустили вже на дев'ятій хвилині дебютної гри, коли їх голкіпер Убальдо Фільйоль не зумів зафіксувати м'яч після удару Шандора Зомборі, і Карой Чапо виявився найвправнішим на добиванні. Утім вже за п'ять хвилин господарі схожим чином зрівняли рахунок — після удару зі штрафного цього разу вже угорському воротарю вдалося лише відбити м'яч, і Леопольдо Луке проштовхнув його в сітку воріт.
Зрівнявши рахунок, аргентинці заспокоїлися і почали контролювати гру, перериваючи спроби суперників атакувати дрібними порушеннями правил, які зазвичай арбітри гри залишали поза увагою. Вирішальний гол зустрічі на 83-ій хвилині забив аргентинець Даніель Бертоні, учергове використавши вдалий підбір м'яча. У час, що лишався до завершення гри, угорці не мали реальних шансів її врятувати, натомість їх нападники Тібор Нілаші та Андраш Теречик один за одним заробили свої другі попередження за грубі підкати і були вилучені.
| 2 червня 1978 19:15 ART |

| Аргентина            | 2–1      | Угорщина |
| -------------------- | -------- | -------- |
| Луке 14' Бертоні 83' | Протокол | Чапо 9'  |

| Монументаль, Буенос-Айрес Глядачів: 71,615 Арбітр: Антоніо Гаррідо (Португалія) |

| Аргентина | Угорщина |

| ВР                 | 5  | Убальдо Фільйоль       |     |     |
| ЗХ                 | 15 | Хорхе Ольгін           |     |     |
| ЗХ                 | 7  | Луїс Гальван           |     |     |
| ЗХ                 | 19 | Данієль Пассарелла (к) | 77' |     |
| ЗХ                 | 20 | Альберто Тарантіні     |     |     |
| ПЗ                 | 6  | Амеріко Гальєго        |     |     |
| ПЗ                 | 2  | Освальдо Арділес       |     |     |
| ПЗ                 | 10 | Маріо Кемпес           |     |     |
| НП                 | 21 | Хосе Даніель Валенсія  |     | 75' |
| НП                 | 14 | Леопольдо Луке         |     |     |
| НП                 | 9  | Рене Гаусман           |     | 67' |
| Заміни:            |    |                        |     |     |
| НП                 | 4  | Даніель Бертоні        |     | 67' |
| ПЗ                 | 1  | Норберто Алонсо        |     | 75' |
| Головний тренер:   |    |                        |     |     |
| Сесар Луїс Менотті |    |                        |     |     |

| ВР               | 1  | Шандор Гуйдар     |     |     |
| ЗХ               | 2  | Петер Терек       |     | 46' |
| ЗХ               | 3  | Іштван Кочиш      |     |     |
| ЗХ               | 6  | Золтан Керекі (к) |     |     |
| ЗХ               | 4  | Йожеф Тот         |     |     |
| ПЗ               | 5  | Шандор Зомборі    |     |     |
| ПЗ               | 18 | Ласло Надь        |     |     |
| ПЗ               | 13 | Карой Чапо        |     |     |
| НП               | 10 | Шандор Пінтер     |     |     |
| НП               | 8  | Тібор Нілаші      | 21' | 89' |
| НП               | 9  | Андраш Теречик    | 48' | 88' |
| Заміни:          |    |                   |     |     |
| ЗХ               | 12 | Дьєзе Мартош      |     | 46' |
| Головний тренер: |    |                   |     |     |
| Лайош Бароті     |    |                   |     |     |

### Італія — Угорщина
У другій грі на турнірі італійці знову мали статус фаворитів протистояння, утім розпочали матч невпевнено, дозволивши угорцям створити декілька гарних нагод відкрити рахунок, що, утім, були змарновані. Натомість ближче до перерви із різницею у хвилину Італія провела дві результативні атаки, у першій з яких Паоло Россі вдало зіграв після рикошету, а в другій відзначився Роберто Беттега, який окрім забитого гола по ходу гри ще тричі влучав у каркас воріт Ференца Месароша.
У другому таймі апеннінці продовжували домінувати і на 61-ій хвилині відзначилися утретє після дального удару Ромео Бенетті. Їх суперники спромоглися лише на гол престижу, автором якого за десять хвилин до завершення гри став Андраш Тот, реалізувавши пенальті. Впевнена перемога збірної Італії дозволила їй забезпечити прохід до другого групового раунду вже після двох перших ігор.
| 6 червня 1978 13:45 ART |

| Італія                            | 3–1      | Угорщина          |
| --------------------------------- | -------- | ----------------- |
| Россі 34' Беттега 35' Бенетті 61' | Протокол | А. Тот 81' (пен.) |

| Хосе Марія Мінелья, Мар-дель-Плата Глядачів: 26,533 Арбітр: Рамон Баррето (Уругвай) |

| Італія | Угорщина |

| ВР               | 1  | Діно Дзофф (к)       |  |     |
| ЗХ               | 2  | Мауро Беллуджі       |  |     |
| ЗХ               | 3  | Антоніо Кабріні      |  | 79' |
| ЗХ               | 5  | Клаудіо Джентіле     |  |     |
| ЗХ               | 8  | Гаетано Ширеа        |  |     |
| ПЗ               | 9  | Джанкарло Антоньйоні |  |     |
| ПЗ               | 10 | Ромео Бенетті        |  |     |
| ПЗ               | 14 | Марко Тарделлі       |  |     |
| ПЗ               | 16 | Франко Каузіо        |  |     |
| НП               | 18 | Роберто Беттега      |  | 84' |
| НП               | 21 | Паоло Россі          |  |     |
| Заміни:          |    |                      |  |     |
| ПЗ               | 4  | Антонелло Куккуредду |  | 79' |
| НП               | 19 | Франческо Граціані   |  | 84' |
| Головний тренер: |    |                      |  |     |
| Енцо Беардзот    |    |                      |  |     |

| ВР               | 21 | Ференц Месарош    |     |     |
| ЗХ               | 3  | Іштван Кочиш      |     |     |
| ЗХ               | 6  | Золтан Керекі (к) |     |     |
| ЗХ               | 4  | Йожеф Тот         |     |     |
| ЗХ               | 12 | Дьєзе Мартош      | 64' |     |
| ПЗ               | 5  | Шандор Зомборі    | 26' |     |
| ПЗ               | 18 | Ласло Надь        |     | 46' |
| ПЗ               | 13 | Карой Чапо        |     |     |
| НП               | 10 | Шандор Пінтер     |     |     |
| НП               | 7  | Ласло Фазекаш     |     | 46' |
| НП               | 17 | Ласло Пустаї      |     |     |
| Заміни:          |    |                   |     |     |
| ПЗ               | 16 | Іштван Галас      |     | 46' |
| НП               | 19 | Андраш Тот        |     | 46' |
| Головний тренер: |    |                   |     |     |
| Лайош Бароті     |    |                   |     |     |

### Аргентина — Франція
Попри домінування у першому таймі французької команди, яка на відміну від першої гри турніру мала можливість виставити усіх свої найсильніших гравців, рахунок перед самою перервою відкрили господарі чемпіонату аргентинці. Їх капітан Данієль Пассарелла реалізував сумнівний пенальті, призначений після того як Маріус Трезор, падаючи у власному карному майданчику, зачепив м'яч рукою.
Рахунок на 60-ій хвилині зрівняв Мішель Платіні, добивши м'яч, що влучив у поперечку воріт суперника після удару Бернара Лякомба. Завершальні півгодини гри пройшли в атаках обох команд, з яких, утім, увінчалася успіхом лише одна у виконанні аргентинців, яку потужним дальнім ударом завершив Леопольдо Луке. Таким чином команда-господар здобула свою другу мінімальну перемогу і достроково пробилася до наступного раунду, на думку багатьох не без сприятливого суддівства.
| 6 червня 1978 19:15 ART |

| Аргентина                      | 2–1      | Франція     |
| ------------------------------ | -------- | ----------- |
| Пассарелла 45' (пен.) Луке 73' | Протокол | Платіні 60' |

| Монументаль, Буенос-Айрес Глядачів: 71,666 Арбітр: Жан Дюбаш (Швейцарія) |

| Аргентина | Франція |

| ВР                 | 5  | Убальдо Фільйоль       |  |     |     |
| ЗХ                 | 15 | Хорхе Ольгін           |  |     |     |
| ЗХ                 | 7  | Луїс Гальван           |  |     |     |
| ЗХ                 | 19 | Данієль Пассарелла (к) |  |     |     |
| ЗХ                 | 20 | Альберто Тарантіні     |  |     |     |
| ПЗ                 | 6  | Амеріко Гальєго        |  |     |     |
| ПЗ                 | 2  | Освальдо Арділес       |  |     |     |
| ПЗ                 | 10 | Маріо Кемпес           |  |     |     |
| НП                 | 14 | Леопольдо Луке         |  |     |     |
| НП                 | 9  | Рене Гаусман           |  |     |     |
| НП                 | 21 | Хосе Даніель Валенсія  |  | 64' |     |
| Заміни:            |    |                        |  |     |     |
| ПЗ                 | 1  | Норберто Алонсо        |  | 64' | 71' |
| НП                 | 16 | Оскар Ортіс            |  |     | 71' |
| Головний тренер:   |    |                        |  |     |     |
| Сесар Луїс Менотті |    |                        |  |     |     |

| ВР               | 21 | Жан-Поль Бертран-Деман |     | 55' |
| ЗХ               | 3  | Максим Боссі           |     |     |
| ЗХ               | 6  | Christian Lopez        |     |     |
| ЗХ               | 8  | Маріус Трезор (к)      |     |     |
| ЗХ               | 9  | Домінік Батене         |     |     |
| ЗХ               | 2  | Патрік Баттістон       |     |     |
| ПЗ               | 11 | Анрі Мішель            |     |     |
| ПЗ               | 15 | Мішель Платіні         |     |     |
| НП               | 18 | Домінік Рошто          |     |     |
| НП               | 17 | Бернар Лякомб          |     |     |
| НП               | 19 | Дідьє Сікс             | 88' |     |
| Заміни:          |    |                        |     |     |
| ВР               | 1  | Домінік Барателлі      |     | 55' |
| Головний тренер: |    |                        |     |     |
| Мішель Ідальго   |    |                        |     |     |

### Франція — Угорщина
Гра не мала турнірного значення, адже обидві команди, програвши свої перші дві гри, не мали шансів на продовження боротьби, і тренери скористалися можливістю дати зіграти на чемпіонаті своїм резервним гравцям.
Матчу передувала курйозна ситуація — через непорозуміння обидві команди прибули на гру у своїй резервній формі, білих футболках. Початок матчу відклали на 45 хвилин, протягом яких було знайдено рішення, французька збірна позичила комплект форми у місцевої команди «Кімберлі» і грала у зелено-білих смугастих футболках. При цьому комплект форми для польових гравців мав номери з 2 до 11 та з 13 до 16, через що французькі футболісти, заявлені під номерами 12, 18, 19 і 20, що взяли участь у грі, мали на спинах інші номери, а їх справжній ігровий номер визначався лише цифрами на шортах.
Сама ж гра мала два різні тайми — у першому глядачі побачили відразу чотири забиті м'ячі, а по перерві обійшлося без голів. У першій половині гри на голи французів Лопеса і Бердолля влучним дальнім ударом відповів Шандор Зомборі, проте вже за хвилини французи повернули собі перевагу у два м'ячі, яка й протрималася до фінального свистка.
| 10 червня 1978 14:30 ART |

| Франція                          | 3–1      | Угорщина    |
| -------------------------------- | -------- | ----------- |
| Лопес 23' Бердолль 38' Рошто 42' | Протокол | Зомборі 41' |

| Хосе Марія Мінелья, Мар-дель-Плата Глядачів: 23,127 Арбітр: Арналдо Сезар Коельйо (Бразилія) |

| Франція | Угорщина |

| ВР               | 22 | Домінік Дропсі    |  |     |
| ЗХ               | 4  | Жерар Жанвйон     |  |     |
| ЗХ               | 5  | Франсуа Браччі    |  |     |
| ЗХ               | 6  | Крістіан Лопес    |  |     |
| ЗХ               | 8  | Маріус Трезор (к) |  |     |
| ПЗ               | 9  | Домінік Батене    |  |     |
| ПЗ               | 12 | Клод Папі         |  | 46' |
| ПЗ               | 13 | Жан Петі          |  |     |
| ПЗ               | 14 | Марк Бердолль     |  |     |
| НП               | 18 | Домінік Рошто     |  | 75' |
| НП               | 20 | Олів'є Рує        |  |     |
| Заміни:          |    |                   |  |     |
| ПЗ               | 15 | Мішель Платіні    |  | 46' |
| НП               | 19 | Дідьє Сікс        |  | 75' |
| Головний тренер: |    |                   |  |     |
| Мішель Ідальго   |    |                   |  |     |

| ВР               | 1  | Шандор Гуйдар     |  |     |
| ЗХ               | 4  | Йожеф Тот         |  |     |
| ЗХ               | 6  | Золтан Керекі (к) |  |     |
| ЗХ               | 14 | Ласло Балінт      |  |     |
| ЗХ               | 12 | Дьєзе Мартош      |  |     |
| ПЗ               | 5  | Шандор Зомборі    |  |     |
| ПЗ               | 18 | Ласло Надь        |  | 46' |
| НП               | 17 | Ласло Пустаї      |  |     |
| НП               | 10 | Шандор Пінтер     |  |     |
| НП               | 8  | Тібор Нілаші      |  |     |
| НП               | 9  | Андраш Теречик    |  |     |
| Заміни:          |    |                   |  |     |
| ПЗ               | 13 | Карой Чапо        |  | 46' |
| Головний тренер: |    |                   |  |     |
| Лайош Бароті     |    |                   |  |     |

### Аргентина — Італія
На момент гри обидві команди вже гарантували собі прохід до другого групового раунду, тож на кону був лише розподіл місць у підсумковій турнірній таблиці групи. Врешті-решт на першому її рядку фінішували італійці, адже єдиний гол зустрічі у середині другого тайму після комбінації за участю декількох гравців завершив їх нападник Роберто Беттега. Протягом решти ігрового часу європейська команда вдало стримувала спроби тиску з боку господарів турніру.
| 10 червня 1978 19:15 ART |

| Аргентина | 0–1      | Італія      |
| --------- | -------- | ----------- |
|           | Протокол | Беттега 67' |

| Монументаль, Буенос-Айрес Глядачів: 71,712 Арбітр: Абрахам Кляйн (Ізраїль) |

| Аргентина | Італія |

| ВР                 | 5  | Убальдо Фільйоль       |  |     |
| ЗХ                 | 15 | Хорхе Ольгін           |  |     |
| ЗХ                 | 7  | Луїс Гальван           |  |     |
| ЗХ                 | 19 | Данієль Пассарелла (к) |  |     |
| ЗХ                 | 20 | Альберто Тарантіні     |  |     |
| ЗХ                 | 6  | Амеріко Гальєго        |  |     |
| ПЗ                 | 2  | Освальдо Арділес       |  |     |
| ПЗ                 | 10 | Маріо Кемпес           |  |     |
| НП                 | 21 | Хосе Даніель Валенсія  |  |     |
| НП                 | 4  | Даніель Бертоні        |  |     |
| НП                 | 16 | Оскар Ортіс            |  | 72' |
| Заміни:            |    |                        |  |     |
| НП                 | 9  | Рене Гаусман           |  | 72' |
| Головний тренер:   |    |                        |  |     |
| Сесар Луїс Менотті |    |                        |  |     |

| ВР               | 1  | Діно Дзофф (к)       |     |     |
| ЗХ               | 2  | Мауро Беллуджі       |     | 6'  |
| ЗХ               | 3  | Антоніо Кабріні      |     |     |
| ЗХ               | 5  | Клаудіо Джентіле     |     |     |
| ЗХ               | 8  | Гаетано Ширеа        |     |     |
| ПЗ               | 9  | Джанкарло Антоньйоні |     | 73' |
| ПЗ               | 10 | Ромео Бенетті        | 60' |     |
| ПЗ               | 14 | Марко Тарделлі       |     |     |
| ПЗ               | 16 | Франко Каузіо        |     |     |
| НП               | 18 | Роберто Беттега      |     |     |
| НП               | 21 | Паоло Россі          |     |     |
| Заміни:          |    |                      |     |     |
| ПЗ               | 4  | Антонелло Куккуредду |     | 6'  |
| ПЗ               | 15 | Ренато Дзаккареллі   |     | 73' |
| Головний тренер: |    |                      |     |     |
| Енцо Беардзот    |    |                      |     |     |